# Antonio Fluvián de la Rivera
Antonio Fluvián de la Rivera, también Antoine Fluvian de la Rivière, Antonius Fluvianus, Antonius Ripanus, Anthonius Fluviani, Antonio de Fluviá, (fallecido el 29 de octubre  de 1437) fue un noble aragonés y, desde 1421 hasta su muerte, el 35° Gran Maestre de la Orden de Malta cuando todavía se encontraban en Rodas. Llevaba el mismo escudo de armas que había llevado Fra' Bertrand de Thercy. 
Su familia procedía de Guisona en el condado de Urgel, y llevaba el nombre del río Fluviá. En 1413 apoyó al conde Jaime II de Urgel en su levantamiento contra Fernando I de Aragón, que había sido nombrado rey de Aragón en vez de Jaime en el compromiso de Caspe, en 1412. Después del fracaso del levantamiento, abandonó el país y se unió a la Orden de San Juan en Rodas, a la que ya pertenecían algunos de sus familiares.

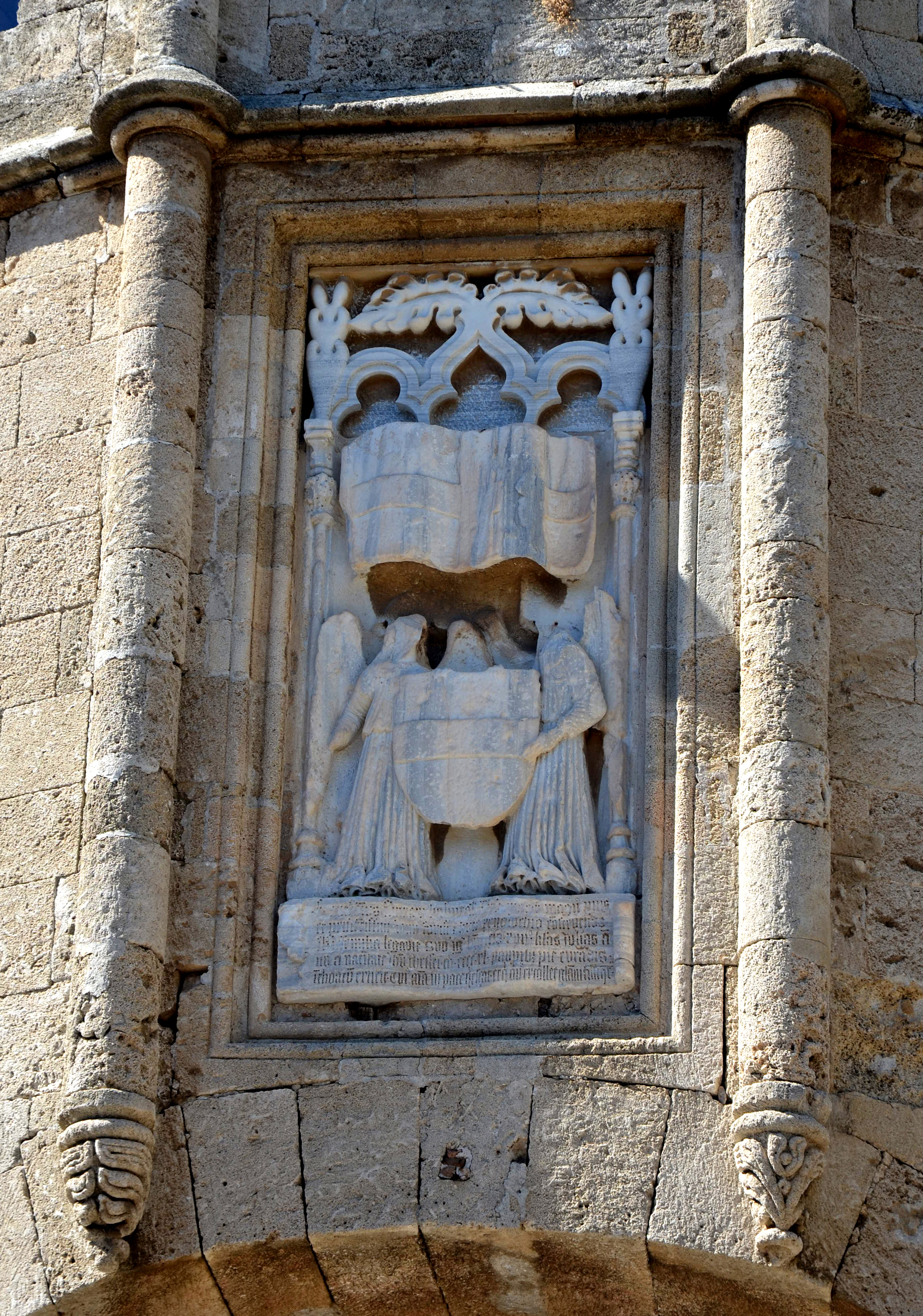
Escudo del maestre Antonio de Fluvián en la puerta principal del Hospital de los Caballeros de Rodas (Grecia). Al pie, una inscripción conmemorativa explica la donación realizada por el maestre para que se construyera el hospital

## Actividad como gran maestre
Fue de forma sucesiva lugarteniente del gran maestre en 1419 y defensor de Chipre en 1420. En 1421 fue elegido como sucesor del difunto gran maestre Filiberto de Naillac. Hizo reforzar las fortificaciones de Rodas —su escudo todavía se puede ver en las construcciones— y promovió la piratería contra los mamelucoss egipcios. También apoyó al rey Jano de Chipre en la lucha contra los mamelucos, hasta que tuvo que detener la lucha después de severas derrotas en 1427. 
En el ámbito de la diplomacia, gestionó la liberación del rey Juan II de Chipre, negoció la tregua entre el sultán egipcio y Alfonso V de Aragón e intercedió para colucionar el concilio de Basilea. En 1428 ordenó la construcción del archivo de la orden y elevó la comanda de Mallorca en batalla.
A su muerte, dejó una suma considerable para la construcción de un hospital para la orden, que se realizó entre 1440 y 1489. Es el actual museo arqueológico de la ciudad de Rodas.